# Mecistoptera
Mecistoptera là một chi bướm đêm thuộc họ Erebidae.

## Các loài
- Mecistoptera albisigna Hampson, 1912
- Mecistoptera griseifusa Hampson, 1893
- Mecistoptera lithochroa Lower, 1903